# XAVC
XAVC und XAVC S sind von Sony eingeführte Video-Kompressionsformate und eingetragene Markenzeichen, die auf dem Standard H.264 / MPEG-4 AVC basieren. Die Formate wurden im Oktober 2012 vorgestellt und werden von Sony an andere Unternehmen lizenziert.
Als Aufnahme-Format wird XAVC bisher nur von Sony-Kameras genutzt (Stand Nov. 2015), viele Hersteller unterstützen das Format aber in der Weiterverarbeitungskette.

## Varianten
Es existieren mehrere Varianten, die sich im Kodierungsaufwand und im Container-Format unterscheiden.
- XAVC Intra (XAVC-I): Intra-Frame-Kodierung, in der jedes Bild einzeln kodiert wird, ohne Verweis auf vorherige oder nachfolgende Bilder.
- XAVC Long GOP (XAVC-L): Bildergruppen-Kodierung, die Daten aus anderen Bildern in die Kodierung jedes Einzelbildes aufnehmen kann. Diese Art der Kodierung ist wesentlich effizienter, erfordert aber auch deutlich mehr Rechenleistung und Speicherplatz während der Kodierung.
- XAVC S (XAVC-S): Bildergruppenkodierung, Die Daten werden mit 8 Bit und einer Farbunterabtastung von 4.2.0 in einem MP4-Format abgespeichert.

Das Container-Format für den XAVC- und XAVC-L-Datenstrom ist MXF, mit Audio-Dateien im verlustfreien AES3 Format. Für den Consumer-Bereich wird das XAVC-S-Format spezifiziert, welches den MP4-Container nutzt und Tondaten in den Formaten AAC oder LPCM aufzeichnet.

## Spezifikation
Je nach Auflösung definiert der XAVC-Standard verschiedene Mindestanforderungen an die Bitrate, Farbtiefe und Farbunterabtastung, basierend auf den H.264-Profilen und Levels.
- 4K: High Profile, Level 4.2 oder höher
- HD: Main Profile bzw. High 10 Intra Profile, Level 4 oder höher

Die Farbunterabtastung kann in 4:2:0 oder 4:2:2 erfolgen, aber nicht in 4:4:4. Die Farbtiefe kann 8 oder 10 Bit betragen, je nach Operating Point.
Es sind eine Reihe von Operating Points festgelegt, die die Auflösung und die Bitrate spezifizieren.
| XAVC Intra                   | XAVC Intra                   | XAVC Intra      | XAVC Long GOP                 | XAVC Long GOP         | XAVC Long GOP      |
| ---------------------------- | ---------------------------- | --------------- | ----------------------------- | --------------------- | ------------------ |
| Auflösung                    | Voller Name                  | Abk.            | Auflösung                     | Voller Name           | Abk.               |
| 4K (4096 × 2160)             | XAVC 4K Intra Class480 CBG   | XAVC-I 4K 480   | 4K                            |                       |                    |
| 4K (4096 × 2160)             | XAVC 4K Intra Class480 VBR   | XAVC-I 4K 480   | 4K                            |                       |                    |
| 4K (4096 × 2160)             | XAVC 4K Intra Class300 CBG   | XAVC-I 4K 300   | 4K                            |                       |                    |
| 4K (4096 × 2160)             | XAVC 4K Intra Class300 VBR   | XAVC-I 4K 300   | 4K                            |                       |                    |
| QFHD (3840 × 2160)           | XAVC QFHD Intra Class480 CBG | XAVC-I QFHD 480 | QFHD 4:2:2 10 bit (zukünftig) | XAVC QFHD Long422 200 | XAVC-L422 QFHD 200 |
| QFHD (3840 × 2160)           | XAVC QFHD Intra Class480 VBR | XAVC-I QFHD 480 | QFHD 4:2:2 10 bit (zukünftig) | XAVC QFHD Long422 140 | XAVC-L422 QFHD 140 |
| QFHD (3840 × 2160)           | XAVC QFHD Intra Class300 CBG | XAVC-I QFHD 300 | QFHD 4:2:0 8 bit              | XAVC QFHD Long 150    | XAVC-L QFHD 150    |
| QFHD (3840 × 2160)           | XAVC QFHD Intra Class300 VBR | XAVC-I QFHD 300 | QFHD 4:2:0 8 bit              | XAVC QFHD Long 100    | XAVC-L QFHD 100    |
| QFHD (3840 × 2160)           |                              |                 | QFHD 4:2:0 8 bit              | XAVC QFHD Long 60     | XAVC-L QFHD 60     |
| 2K (2048 × 1080)             | XAVC 2K Intra Class100 CBG   | XAVC-I 2K 100   | 2K                            |                       |                    |
| 2K (2048 × 1080)             | XAVC 2K Intra Class100 VBR   | XAVC-I 2K 100   | 2K                            |                       |                    |
| HD (1920 × 1080, 1280 × 720) | XAVC HD Intra Class200       | XAVC-I HD 200   | HD 4:2:2 10 bit               | XAVC HD Long422 50    | XAVC-L422 HD 50    |
| HD (1920 × 1080, 1280 × 720) | XAVC HD Intra Class100       | XAVC-I HD 100   | HD 4:2:2 10 bit               | XAVC HD Long422 35    | XAVC-L422 HD 35    |
| HD (1920 × 1080, 1280 × 720) | XAVC HD Intra Class50        | XAVC-I HD 50    | HD 4:2:2 10 bit               | XAVC HD Long422 25    | XAVC-L422 HD 25    |

Hierbei stehen VBR (Variable Bit Rate) und CBG (Constrained Bytes per GOP) für die Art der Bitratensteuerung, die Klasse für die Bitrate in MBit.

## Alternativen
Der H.264 Standard wird von den meisten aktuellen Kameras unterstützt, wobei meist nur das Container-Format und die Bitrate angegeben werden, z. B. als „MP4 50MBit“. Viele Hersteller geben ihrer Codierung aber ebenfalls als Markenzeichen geschützte Namen, oder verwenden einen der Industrie-Standards. Im Folgenden eine kurze Übersicht:
- AVCHD Advanced Video Codec High Definition: ein von Sony und Panasonic vorgestelltes Format und Markenzeichen, das ebenfalls auf H.264 aufsetzt und einen MPEG-Transportstrom verwendet.
- CinemaDNG: Ein herstellerübergreifendes Rohdatenformat, das die Sensordaten verlustfrei komprimiert.
- DNxHD: ein HD-Intraframe-Videocodec von Avid für den Videoschnitt in der Postproduktion.
- MPEG-2: Eines der Vorgänger-Formate von H.264.
- ProRes: Von Apple ursprünglich als Verarbeitungs- bzw. Zwischenformat eingeführtes Videoformat mit Intra-Frame-Kodierung.
- XF-AVC: Von Canon in der EOS-C-Reihe genutztes Markenzeichen, das XAVC sehr ähnlich ist und 2015 eingeführt wurde. Der Datenstrom wird mit H.264 kodiert und in einem MXF-Container ausgeliefert.